# Oxyopes gurjanti
Oxyopes gurjanti är en spindelart som beskrevs av Sadana och Gupta 1995. Oxyopes gurjanti ingår i släktet Oxyopes och familjen lospindlar. Inga underarter finns listade i Catalogue of Life.